# 砂山角野
砂山 角野（すなやま かくや、1886年10月21日 - 1937年8月15日）は、日本光学工業（現ニコン）のレンズ設計者。

## 略歴
- 1886年 - 新潟県三島郡関原村（現・長岡市）に生まれた。電信技師となったがその後苦学しつつ物理学校（現東京理科大学）を卒業。
- 1918年 - 東京帝国大学理学部物理学科卒業、長岡半太郎の推薦で設立直後の日本光学工業に入社。ハインリッヒ・アハトから直接指導を受けた。軍用観測機器を設計開発。
- 1925年 - 設計部長。
- 1928年 - 最初の海外派遣社員として、ドイツ・フランス・イギリス・イタリア・オランダ・スイスの光学工場を見学・研究[2]。
- 1933年 - ハインリッヒ・アハトの設計を修正しトリマー500mmF4.8、ニッコール180mmF4.5などを開発し陸軍に航空写真機を納入した。
- 1935年 - 精機光学（現キヤノン）の求めに応じニッコール50mmF3.5、ニッコール50mmF4.5を完成したがその直後脳内出血で倒れ、光学研究室主任に転出した。
- 1937年8月 - 死去。50歳。